# Geliebt, gejagt und unvergessen
Geliebt, gejagt und unvergessen ist ein Afrikaroman des deutschen Autors Arnold Krieger, der 1955 herausgegeben wurde. Es wurden insgesamt mehr als eine Million Exemplare gedruckt, bis 1962 allein 883.000. Das Buch machte Krieger damit zu einem der meistgelesenen Nachkriegsautoren in Deutschland.

## Handlung
Geliebt, gejagt und unvergessen erzählt die Odyssee der afrikanischen Fürstentochter Liza, die als zwölfjähriges Mädchen von Sklavenjägern gefangen wird und an den arabischen Großgrundbesitzer Abedi verkauft wird. Sie verrichtet dort Frondienste und wird schließlich zur Geliebten von Abedi, obwohl sie eigentlich schon anderweitig verheiratet ist. Nachdem sie eine Tochter zur Welt brachte, wagt sie schließlich nach Intrigen des Sohnes von Abedi die Flucht. Sie flieht nach Sansibar, wird aber vertrieben. Schließlich kehrt sie in ihre Heimat zurück. Dort wählt sie den Freitod im Fluss der Krokodile, wo sie den Krokodilen zum Opfer fällt.

## Ausgabe
- Arnold Krieger: Geliebt, gejagt und unvergessen. Verlag Bertelsmann Lesering, 1958, 637 Seiten